# 波克罗夫斯科耶 (秋明州)
波克罗夫斯科耶是俄罗斯秋明州亚尔科沃区村庄，是俄罗斯帝国末年政治人物格里戈里·拉斯普京的出生地。2022年人口为1528人。